# Sushar Manaying
Sushar Manaying ou Suchara Manayin (thaï : สุชาร์ มานะยิ่ง), surnommée Onn (ออม) et de prénom chinois Li Haïna  (thaï: หลี ไห่น่า ; Chinois : 李海娜; Pinyin: Lǐ Hǎinà), née le 9 janvier 1988 à Phimai dans la province de Nakhon Ratchasima en Thaïlande, est une actrice et chanteuse thaïlandaise.

## Biographie
En 2010, Sushar Manaying se fait connaître en Asie pour son rôle de premier plan dans le film lesbien, Yes or No.

## Filmographie
- 2009 : Pai in Love
- 2010 : Yes or No : Pie
- 2011 : Bangkok Kung Fu
- 2012 : Chob Kod Like Chai Kod Love : Min
- 2012 : Yes or No 2 : Pie
- 2013 : Namaste ja-eh bye bye : Ploy
- 2013 : H Project : May
- 2013 : Full House (série télévisée) : Om-am
- 2014 : Present Perfect : Pam
- 2014 : The Couple
- 2017 : Haunted Road 2 : Bai Ling